# Djupevattnet
Djupevattnet är en sjö i Stenungsunds kommun i Bohuslän och ingår i Göta älv-Bäveåns kustområde. Djupevattnet ligger i Svartedalen Natura 2000-område. Sjöns area är 0,005 kvadratkilometer och den är belägen 128 meter över havet.